# Hamburg (Illinois)
Hamburg is een plaats (village) in de Amerikaanse staat Illinois, en valt bestuurlijk gezien onder Calhoun County.

## Demografie
Bij de volkstelling in 2000 werd het aantal inwoners vastgesteld op 126. In 2006 is het aantal inwoners door het United States Census Bureau geschat op 125, een daling van 1 (-0,8%).

## Geografie
Volgens het United States Census Bureau beslaat de plaats een oppervlakte van 1,7 km², waarvan 1,4 km² land en 0,3 km² water. Hamburg ligt op ongeveer 135 m boven zeeniveau.

## Plaatsen in de nabije omgeving
De onderstaande figuur toont nabijgelegen plaatsen in een straal van 20 km rond Hamburg.